# Tanymykter
Il tanimicter (gen. Tanymykter) è un mammifero artiodattilo estinto, appartenente ai camelidi. Visse nel Miocene inferiore (circa 22 - 16 milioni di anni fa) e i suoi resti fossili sono stati ritrovati in Nordamerica.

## Descrizione
Questo animale, della taglia di un'attuale vigogna (Vicugna vicugna), era di corporatura piuttosto snella e gracile. Al contrario di generi affini come Oxydactylus, Tanymykter non era dotato di zampe particolarmente allungate, e i metapodi in particolare erano della lunghezza tipica dei camelidi. I metacarpi non erano fusi, mentre i metatarsi mostravano un principio di unione. I molari possedevano una corona bassa ed erano più corti rispetto a quelli di altri camelidi simili come Protolabis. Il rostro di Tanymykter era allungato ma piuttosto espanso, sicuramente più largo di quello dell'assai simile Michenia, e la fossa mascellare era molto sviluppata. Il basisfenoide era caratterizzato dalla presenza di due tuberosità ventrali allungate e robuste.

## Classificazione
Il genere Tanymykter venne istituito nel 1978 da Honey e Taylor, per accogliere una specie di camelide in precedenza attribuita al genere Oxydactylus (O. brachyodontus). Oltre alla specie tipo Tanymykter brachyodontus (rinvenuta in Nebraska, California e Wyoming) a questo genere è stata attribuita anche T. longirostris, anch'essa attribuita originariamente a Oxydactylus e ritrovata in Nebraska. 

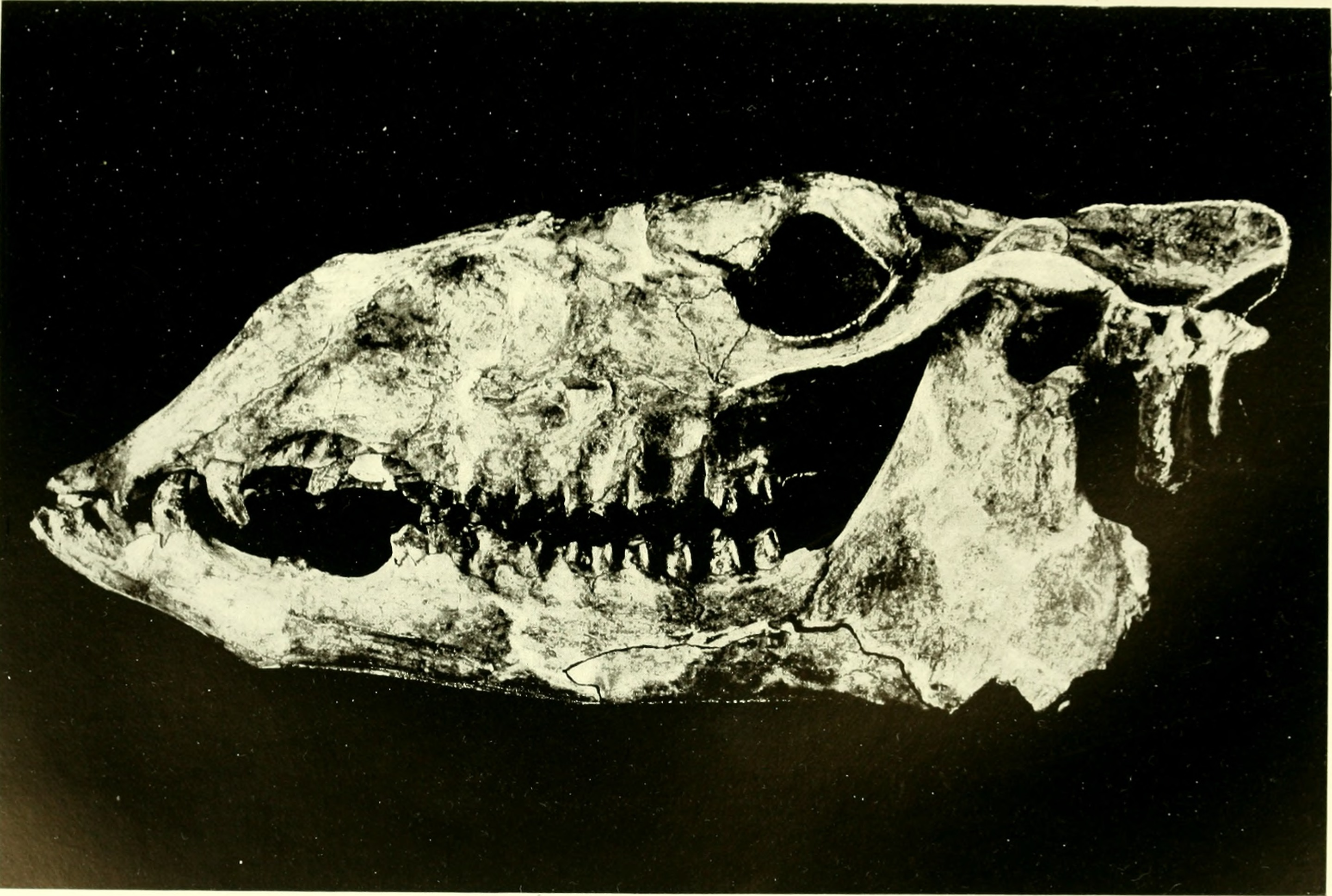
Cranio di Tanymykter longirostris

Tanymykter è un rappresentante di una linea evolutiva di camelidi ora estinta, comprendente alcune forme dal muso allungato, nota come Protolabidinae; affini a Tanymykter erano Protolabis e Michenia.